# Шастун, Антон Андреевич
Анто́н Андре́евич Шасту́н (род. 19 апреля 1991, Воронеж, СССР) — российский комик, телеведущий и ютубер. Известен как постоянный участник проектов «Импровизаторы», «Громкий вопрос», «Истории», «Тейбл Тайм», «Что делаем, куда идем?», а также ведущий интернет-шоу «Контакты», «Цитаты» и «Неигры» на своих каналах на YouTube и в VK Видео. Постоянный председатель жюри первых двух сезонов проекта «Битва за время» от VK Видео. Бывший участник импровизационной комедии «Импровизация» на ТНТ.

## Биография

### Детство и молодость
Родился 19 апреля 1991 года в Воронеже. Когда ему было 14 лет, его родители — Майя Олеговна и Андрей Шастун, развелись, и Антона воспитывали мать и бабушка. Также у Антона есть старшая сестра по папиной линии — Виктория.
В школе он уже начал заниматься КВН, что его по-настоящему интересовало и приносило ему удовольствие, юноша также занимался баскетболом и рос достаточно активным ребёнком, хоть и сама учёба не была ему особо интересна. Тем не менее, Антон окончил школу, а именно Лицей № 2, с единственной тройкой в аттестате по физике, после чего поступил на платное отделение в институт.

### Образование
Антон учился 4 года в ВГУ на факультете прикладной математики, информатики и механики (специальность — бизнес-информатика). Перед получением диплома его  отчислили из университета. Но и тогда Антон не растерялся и нашёл выход из ситуации, поступив в Воронежский государственный аграрный университет имени Императора Петра I на экономический факультет (специальность — менеджмент). Хоть уже и тогда Шастун знал, что свяжет свою жизнь с юмором, так как его больше всего интересовал КВН.

### Начало карьеры
После университета Антон твёрдо решил связать свою дальнейшую карьеру с юмором. Его пригласили на шоу «18+», главными авторами которого были Станислав Шеминов, Дмитрий Позов и Роман Косицын. В данном шоу Антон успешно выступал со своим стендапом, и на одном из таких удачных выступлений его заметил Руслан Белый, которому понравился монолог Антона, и он пригласил его выступить в «Comedy Club» в Москве.
Выступление Антона в «Comedy Club» оказалось провальным, но Гарик Мартиросян ему посоветовал попробовать себя в «Comedy Баттл». Антон воспользовался советом, и уже на съёмках «Comedy Баттл» в 2013 году, выступив с тем же монологом, который понравился Белому, Шастун познакомился с Вячеславом Дусмухаметовым (креативным продюсером ТНТ), где показал ему импровизационное шоу, которое он вместе с другими исполнителями делает в Воронеже. На удивление Антона, Вячеслав уже знал про их импровизационный театр под названием «Спорный вопрос» (в котором Антон играл с 2011 года вместе с Дмитрием Позовым и др.) и назначил встречу в Москве, решив объединить их театр с театром «Crазу» из Петербурга.
После объединения двух импровизационных театров, актёрский состав был из шести человек: Антона Шастуна, Дмитрия Позова и Андрея Андреева из Воронежа; Арсения Попова, Сергея Матвиенко и Антона Захарьина из Питера. Именно таким составом они изначально проводили технические вечеринки в ресторане «Оливьетта», а затем уже сняли несколько пилотных выпусков шоу «Импровизация», два из которых оказались неудачными. Только на третий раз им удалось пробиться на телевидение, сократив состав до четырёх человек, где уже и началась телевизионная карьера Шастуна.

### 2016 — настоящее время
5 февраля 2016 года состоялся показ «Импровизации» по телевидению, что принесло Антону огромный успех. С популярностью, Антона стали звать в различные проекты в качестве приглашённой звезды, а в 2018 году и вовсе пригласили вместе с партнёрами по «Импровизации» участвовать в техничках шоу «И тут произошло самое смешное», идея которого принадлежит Максиму Морозову. Но в дальнейшем было решено, что шоу должно выглядеть по-другому, поэтому импровизаторы оказались в нём лишними, впоследствии данное шоу переформатировали и оно стало называться «Что было дальше?»
С 2018 года Антона регулярно зовут в состав жюри «Comedy Баттл», где он и сам ранее принимал участие в 2013 году.
В апреле 2019 года у Антона появился свой канал на YouTube, который имеет одноимённое название «Шастун». Сначала на канале выпускалось только шоу «Контакты», формат которого на данный момент немного отличается от того, что был в первом выпуске. Позже на канале контент разбавился шоу «Чёрное/Белое», которое впоследствии перестали выпускать из-за низких просмотров и денежного приза, который иногда был достаточно большим; и скетч-шоу «Дабл Тап», которое очень нравится самому Антону, но более не снималось из-за нехватки времени у команды.
В 2019 году Антон озвучил мультфильм «Тролль: История с хвостом», где его голосом обладали сразу две головы одного персонажа. Данный опыт Антону запомнился надолго и был очень интересен.
С 2020 по 2022 год Шастун являлся ведущим проекта «Импровизация. Команды» на ТНТ.
В 2020 году в период карантина Антон участвовал во многих онлайн-шоу в Instagram, проводя совместные прямые эфиры с такими звёздами, как Нюша, Ольга Бузова и др.
20 апреля 2020 года Антон достиг отметки равной миллиону подписчиков в Instagram, с чем поблагодарил свою аудиторию отдельным постом.
Спустя несколько месяцев, а именно 30 сентября 2020 года, Шастун также набрал миллион подписчиков, но уже на своём YouTube-канале «ШАСТУН».
В 2019 году Антон снялся в клипе группы «IOWA» «В танце», это был для него первый опыт участия в клипах, а в 2021 году он уже повторил опыт и снялся в клипе NYUSHA feat. ЛСП «Грязные танцы». В 2023 году снова повторил опыт и снялся в клипе Клавы Коки «Замуж». Также с 20 мая по 7 августа 2023 года и с 2025 года ведущий телеигры «Взрослым не понять» на телеканале «СТС».
С 2023 года является участником проекта «Импровизаторы» на телеканале СТС. Также является ведущим «Контактов» на своём канале, участвует во многих проектах в качестве приглашённой звезды и ходит на некоторые интервью. А также в составе «Импровизаторов» гастролирует с многочисленными концертами.

## КВН
Свою карьеру комика Антон начинал с участия в КВН. Он играл в школьной команде, которая называлась «Ваньки-Встаньки», Антон был капитаном команды, там он познакомился с Дмитрием Позовым (коллегой по шоу «Импровизация»), который был приставлен к его команде в качестве наставника. А когда Шастун поступил в университет, то продолжил заниматься КВН уже вместе со студенческой командой.
В университете у него было две команды КВН «Стоп» и «БВ», которые впоследствии объединились в одну общую команду «БВ». Они играли в Центральной лиге «Старт» в Воронеже.
В Юбилейный сезон, когда КВН исполнилось 50 лет, Антон со своей командой выиграл Центральную лигу «Старт», после чего они поехали на Кубок Чемпионов в Минск, где выступили не очень удачно. После этого команда в течение двух сезонов играла в Центральной лиге Москвы и Подмосковья.
Играя в Студенческой лиге, Антон решил, что ему нужно уходить из КВН. Дмитрий Позов, который также играл в КВН и наблюдал за успехами Шастуна, переубедил его бросать КВН, сказав, что им надо остаться в юморе.
Первая оплачиваемая работа Антона была связана с КВН. На старших курсах университета он был уже опытным игроком, поэтому готовил молодые команды к выступлениям, писал им шутки.

## Участие в шоу
| Год         | Название проекта | Статус                       | Платформа         |
| ----------- | --- | ---------------------------- | ----------------- |
| 2013        | «Comedy Баттл» (4 сезон, «Без границ») | участник                     | ТВ                |
| 2014 — 2017 | «Не спать» (с 2 по 5 сезоны) | участник                     | ТВ                |
| 2016 — 2022 | «Импровизация» | участник                     | ТВ                |
| 2016 — 2017 | «Pozov Rec» | участник                     | YouTube           |
| 2016 — 2018 | «Comedy Club» (12 сезон 55 выпуск, 13 сезон 30 выпуск, 14 сезон 33 выпуск; новогодние выпуски «Karaoke Star»)                                            | участник, приглашённый гость | ТВ                |
| 2016 — 2020 | «Где логика?» (2 сезон 19 выпуск; 3 сезон 11 выпуск; 4 сезон 2, 23 выпуски; 5 сезон 9, 35 выпуски; 6 сезон 26 выпуск)                                    | приглашённый гость           | ТВ                |
| 2017        | «Такое кино!» (3 сезон 47 серия) | приглашённый гость           | ТВ                |
| 2017 — 2020 | «Студия СОЮЗ» (1 сезон 3, 22 выпуски; 2 сезон 16 выпуск; 3 сезон 6, 8, 23, 41 выпуски)                                                                   | приглашённый гость           | ТВ                |
| 2017        | «Пара Напрокат» | приглашённый гость           | YouTube           |
| 2017        | «Виртуальные ужасы с Импровизацией» | приглашённый гость           | YouTube           |
| 2018 — 2021 | «Comedy Баттл» (8 сезон 17 — 20 выпуски; 9 сезон 1 — 3, 7, 9, 17 — 20 выпуски; 10 сезон 4, 8, 10, 17, 18 выпуски; 11 сезон 1, 2, 4, 6, 7, 9, 10 выпуски) | член жюри                    | ТВ                |
| 2018        | «Большой завтрак» (1 сезон 14 выпуск) | приглашённый гость           | ТВ                |
| 2018        | «Деньги или Позор» (2 выпуск) | приглашённый гость           | ТВ                |
| 2018 — 2020 | «Бар в большом городе» (10, 48 выпуски) | приглашённый гость           | YouTube           |
| 2019        | «Сегодня вечером» | приглашённый гость           | ТВ                |
| 2019        | «Просто Тата 2.0 MTV» | приглашённый гость           | ТВ                |
| 2019        | «Макаёнка9» | приглашённый гость           | ТВ                |
| 2019 — н.в. | «Контакты» | ведущий                      | YouTube           |
| 2019 — 2020 | «Созвон» | приглашённый гость           | YouTube           |
| 2019        | «AGENTSHOW» | приглашённый гость           | YouTube           |
| 2019        | «Ночной контакт» | приглашённый гость           | YouTube           |
| 2019        | «MOBILOVE» | приглашённый гость           | YouTube           |
| 2019        | «Пятница с Региной» | приглашённый гость           | YouTube           |
| 2019        | «Импровизация против Анекдотов» | приглашённый гость           | YouTube           |
| 2019        | «Футболина» (22 выпуск) | приглашённый гость           | YouTube           |
| 2019        | «Дуэт „Импровизация“ в Анекдот Шоу» | приглашённый гость           | YouTube           |
| 2019        | «Встречи, расставания, поцелуй» | участник                     | YouTube           |
| 2019 — н.в. | «ИМПРОВИЗАЦИЯ ВЛОГ» | участник                     | YouTube           |
| 2020        | «Чёрное/Белое» | ведущий                      | YouTube           |
| 2020        | «Плохие песни» (1, 10, 20, 30, 40, 50, 60 выпуски) | приглашённый гость           | YouTube           |
| 2020        | «МорозоваХЗШОУ» (134 выпуск) | приглашённый гость           | YouTube           |
| 2020        | «#нажопу» | приглашённый гость           | YouTube           |
| 2020        | «Камень, Ножницы, Бумага» (1 и 3 выпуски) | приглашённый гость           | YouTube           |
| 2020        | «#домавместе» | приглашённый гость           | YouTube           |
| 2020        | «50 вопросов» | приглашённый гость           | YouTube           |
| 2020        | «Время от времени» (1 выпуск) | приглашённый гость           | YouTube           |
| 2020        | «Что было дальше?» | приглашённый гость           | YouTube           |
| 2020        | «Четверо!» | приглашённый гость           | YouTube           |
| 2020        | «Поз и Кос» | приглашённый гость           | YouTube           |
| 2020        | «Площадка для оскорблений» (8 выпуск) | приглашённый гость           | YouTube           |
| 2020        | «Скрепка» (6 выпуск) | приглашённый гость           | YouTube           |
| 2020        | «Roast Battle LC» (14 выпуск) | приглашённый гость           | YouTube           |
| 2020        | «Зарядка с Ляйсан Утяшевой» | приглашённый гость           | YouTube           |
| 2020        | «Дабл тап» | участник                     | YouTube           |
| 2020        | «Бой с герлс 1 сезон 1 выпуск» | приглашённый гость           | ТВ                |
| 2020        | «Двое на миллион» | приглашённый гость           | ТВ                |
| 2020        | «Все на Матч!» | приглашённый гость           | ТВ                |
| 2020 — 2022 | «Импровизация. Команды» | ведущий                      | ТВ                |
| 2020        | «ТНТ против коронавируса» | участник                     | ТВ                |
| 2020        | «Почувствуй нашу любовь дистанционно» | участник                     | ТВ                |
| 2021        | «CASH или СЪЕШь» (6 выпуск) | приглашённый гость           | YouTube           |
| 2021        | «БЛИЦ КРИК» (13 выпуск) | приглашённый гость           | YouTube           |
| 2021        | «#ДеньНюши» | приглашённый гость           | YouTube           |
| 2021        | «1-11» | приглашённый гость           | YouTube           |
| 2021        | «Музыкальная интуиция» (1,8 и 12 выпуски) | приглашённый гость           | ТВ                |
| 2021 — н.в. | «Громкий вопрос» | участник                     | YouTube, The Hole |
| 2022 — н.в  | «НЕИГРЫ» | ведущий                      | YouTube, The Hole |
| 2022 — н.в  | «Цитаты» | ведущий                      | YouTube, The Hole |
| 2023 — н.в. | «Импровизаторы» | участник                     | ТВ                |
| 2023 — н.в. | "Тейбл Тайм" (5 сезонов) | участник                     | VK Видео          |
| 2023 — н.в. | "JAM" (2,3,5,8,10,11 выпуски) | участник                     | VK Видео          |
| 2023 — н.в. | «Плохие песни» (70, 80, 90 выпуски) | приглашённый гость           | VK Видео          |
| 2023        | «Большое шоу» | участник                     | YouTube           |
| 2023        | «Битва каверов» (1 выпуск) | приглашённый член жюри       | ТВ                |
| 2023        | «Взрослым не понять» | ведущий                      | ТВ                |
| 2023        | «Битва за время 1» | председатель жюри            | VK Видео          |
| 2023        | "ЧДКИ" | участник                     | VK Видео          |
| 2023        | ОТЫДО #1 | приглашённый гость           | VK Видео          |
| 2024        | «Битва за время 2» | председатель жюри            | VK Видео          |
| 2024        | «Шоу из шоу» | ведущий                      | ТВ                |
| 2025        | «Кто тут жулик?» | ведущий                      | ТВ                |

## Канал «Шастун»
21 февраля 2019 года появился YouTube-канал Антона под названием «Шастун». Однако контент начали выпускать в апреле того же года.
Первым на YouTube-канале стало выходить шоу «Контакты». Идея принадлежала Станиславу Шеминову (креативный продюсер «Импровизации»), и Антона изначально там не было в роли ведущего, так как креативная группа считала, что надобности в виде ведущего нет, но вскоре передумала и пришла к формату, который сейчас и есть на канале.
3 апреля 2019 года вышел пилотный выпуск шоу «Контакты», который отличался от нынешнего формата. Гостем выпуска стал стендап-комик Слава Комиссаренко, которому Антон Шастун задал 10 вопросов, на которые ответили люди из контактов на телефоне комика. После этого выпуска креативная группа канала «Шастун» решили переформатировать шоу, в котором Антон Шастун задавал гостям уже 5 вопросов.
1 апреля 2020 года на канале появился спецвыпуск, в котором гостем был сам Антон Шастун. Антону не удалось пройти все вопросы, не потеряв время, поэтому он проиграл.
30 сентября 2020 года канал «Шастун» набрал миллион подписчиков. В честь данного события Антоном было выложено специальное видеопоздравление, где гости его шоу «Контакты» исполняют различные рингтоны 2000-х годов.
Шоу пользуется популярностью и регулярно попадает в тренды YouTube. Среди гостей там уже побывали такие известные личности, как Лолита, Сергей Лазарев, Ольга Бузова и многие другие.
5 февраля 2020 года на канале вышел пилотный выпуск шоу «Чёрное/Белое». Старт проекта получился неоднозначным, однако решили снять ещё несколько выпусков. Концепт шоу состоял в том, что участники путём своей хитрости, везения и обмана имели шанс выиграть деньги.
На сегодняшний день шоу насчитывает 5 выпусков, последние 2 из которых выпущены в изменённом формате, в них, вместо четырёх участников, за деньги борются только двое. Однако, даже изменённый формат не помог поднять рейтинг, и, не получив нужной отдачи, шоу перестали снимать. Также причиной закрытия шоу стало то, что в каждом выпуске участники выигрывали достаточно большие суммы, что получалось слишком затратно для создателей.
22 июля 2020 года на канале вышло скетч-шоу «Дабл Тап», в котором главными актёрами являются Антон и его друг Дмитрий Журавлёв.
В скетчах актёры иронизируют над различным развлекательным контентом YouTube, который является популярным и актуальным на данный момент времени. Самому Антону очень нравится такой формат, но подготовка и съемка занимают много времени, поэтому на канале вышел только один выпуск этого шоу.
С 1 июня 2023 года деятельность YouTube-канала приостановлена, а выход всех проектов перенесён в VK Видео.